# 北加利福尼亞州
北加利福尼亞州（英語：Northern California）是一個位於美國加利福尼亞州北部的大都市圈。北加州的主要人口集中地包括舊金山灣區（其中的城市有旧金山、奥克兰和聖荷西）以及加州首府沙加緬度和其都會區。北加州內華達山脈內的尤塞米提谷、太浩湖、沙斯塔山（喀斯喀特山脉中的第二高山）和中央谷地北部亦都擁有一些紅木林。另外，北加州亦是全世界其中一個最具生产力的农业地区。
北加州是美國11個大都市圈的其中一個。北加州西達舊金山灣區，東至太浩湖和雷諾；南到弗雷斯诺都會區，北達大沙加缅度。
早於公元前8,000年至5,000年，美洲原住民已開始陸續遷入北加州。隨著大量原住民遷入，北加州成了哥倫布到達前的北美洲中人口密度最高的地方。而於16至18世紀中葉期間來到北美洲的歐洲探险家亦沒有在北加州建立殖民地。到了1770年，來自蒙特雷的西班牙傳教士是首批移居北加州的歐洲人。

## 描述

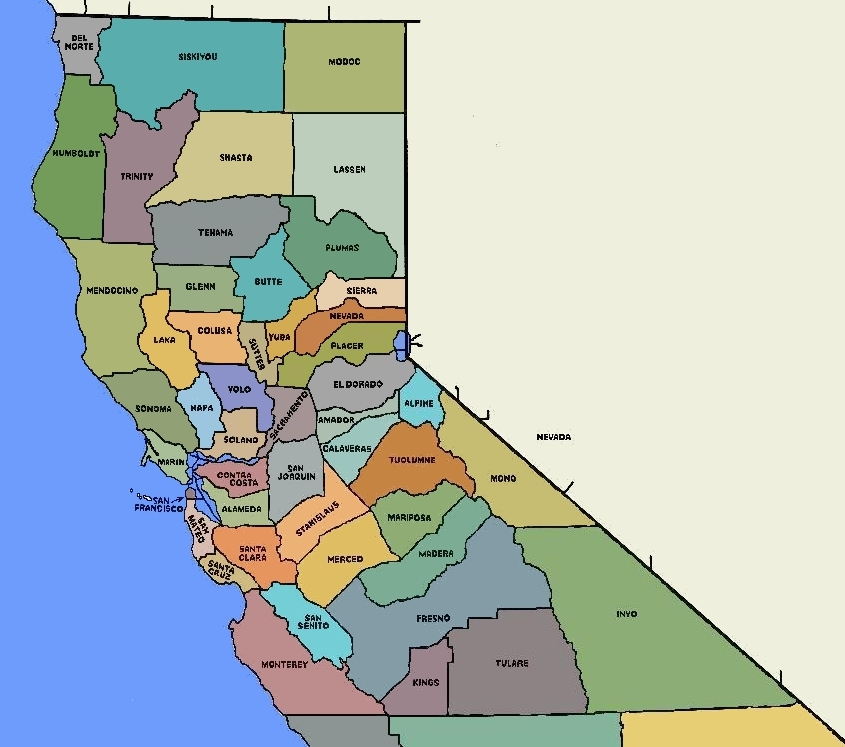
傳統定义中，屬於北加州的48個縣。

北加州並非一個正式依地理命名的地名。根據長度劃分，北加州與南加州是以北緯37度線分開的，接近旧金山的位置。 而根據人口劃分的話，北加州則是以北緯36度線作南部疆界，接近特哈查比山脉的位置。因為加州的面積龐大，且地理多樣化，因此加州亦能以很多其他方法劃分。例如，中央谷地在文化和地形上都能獨立成為一個地區，而萨克拉门托河谷和大部份圣华金河谷的附近區域都歸於北加州。而北加州亦通常被人再細分為舊金山灣區和沙加緬度都會區。
北加州最北部的居民認為自己並不屬於加州，故於1941年倡議由加州和俄勒冈州中割出傑斐遜州來。近代，一些加州居民亦倡議將加州分割成兩至三個州。所以2013年，矽谷著名創投公司DFJ的共同創辦人德瑞波（Tim Draper），提出將整個加州分為傑佛遜州、北加州、中加州、矽谷、西加州與南加州。其中舊金山、聖塔克拉拉、蒙特瑞等地都屬於矽谷，而洛杉磯屬於西加州，河濱郡、橘郡等則屬於南加州。又，自2001年起，波因特阿里纳和太浩湖以北的加州都被統稱為加利福尼亚州上州。

## 城市
北加州最大的都會區為舊金山灣區，其中包括旧金山、奥克兰、聖荷西和其市郊。於近代，舊金山灣區吸引不少遠至中央谷地的居民，其中包括沙加緬度、斯托克顿、弗雷斯诺和莫德斯托。隨著這些都會區持續擴張，舊金山灣區、蒙特利湾區和中央谷地在未來可能合併成一個大都會區。2010年美國人口普查發現，舊金山灣區的人口增長速度遠比大洛杉矶地区快，而在北加州中，沙加緬度的人口增長率是最高的。

### 都會區
北加州都市化程度非常高。
| 都會區         | 人口        |
| -------------- | ----------- |
| 舊金山灣區     | 7,468,390人 |
| 大沙加缅度     | 2,461,780人 |
| 弗雷斯诺都會區 | 1,081,315人 |

### 主要商业区

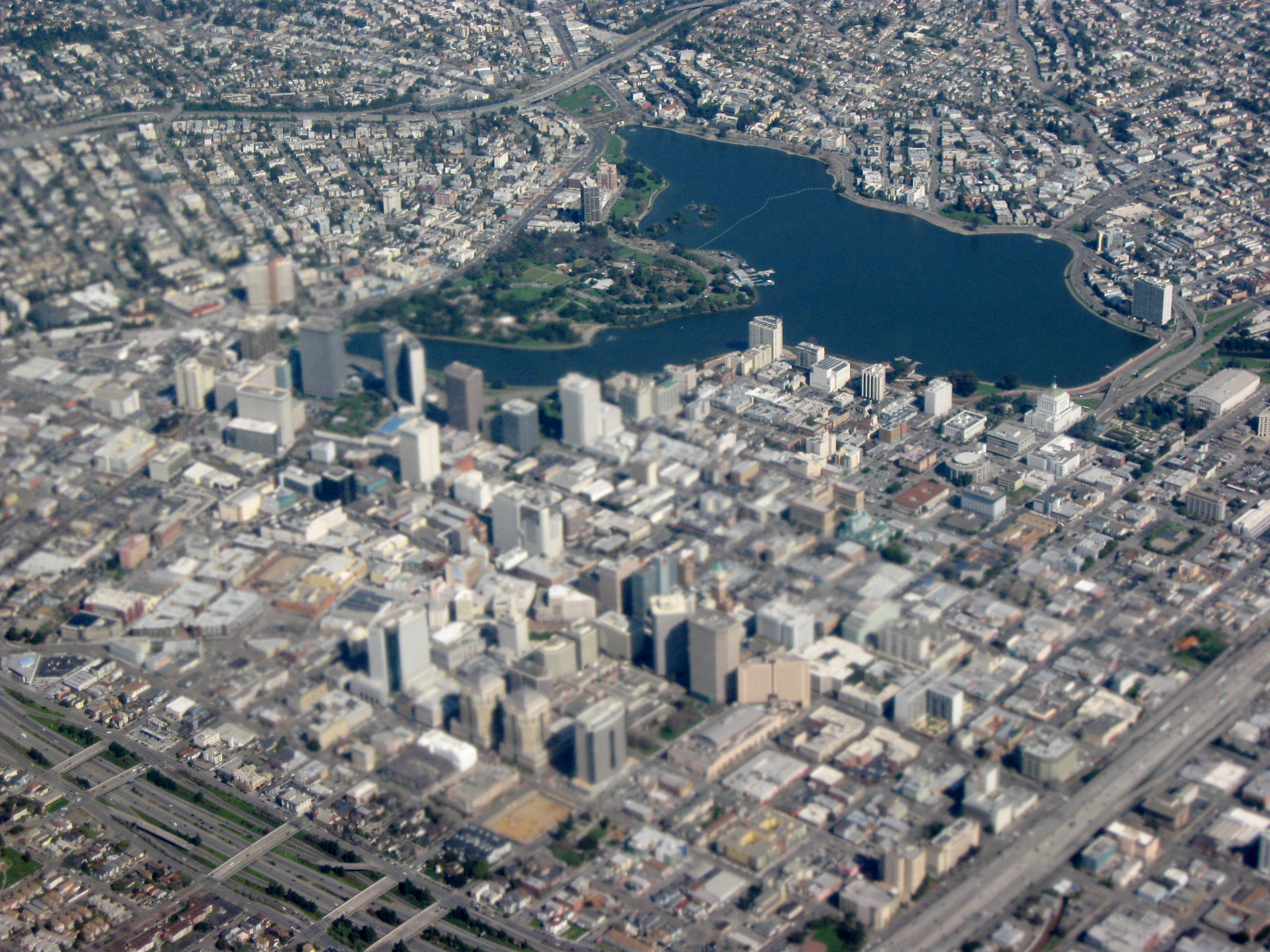
奥克兰市中心

以下為北加州的主要商业区：
- 旧金山金融区
- 奥克兰市中心
- 沙加缅度市中心
- 圣何塞市中心

## 經濟
北加州的經濟體系非常大，其主要發展的行业包括高科技產品（软件和半导体）、清洁能源、生物医药、政府和金融。其他次要的行業則有旅游业、运输业和农业。虽然北加州的行業大多與高科技有聯繫，但其经济仍是多样性的。硅谷是發展技術的溫床，而加州首府沙加緬度則集政治商貿為一體。而舊金山灣區的金融、運輸、貿易等行業亦非常旺盛。北加州的生產總值為$6225億，佔了加州總生產總值的32%。

## 人口
| 调查年 | 人口       | 备注 | %±     |
| ------ | ---------- | ---- | ------ |
| 1850   | 86,105     |      | —      |
| 1860   | 346,714    |      | 302.7% |
| 1870   | 516,089    |      | 48.9%  |
| 1880   | 772,778    |      | 49.7%  |
| 1890   | 961,628    |      | 24.4%  |
| 1900   | 1,147,725  |      | 19.4%  |
| 1910   | 1,569,141  |      | 36.7%  |
| 1920   | 2,003,075  |      | 27.7%  |
| 1930   | 2,632,273  |      | 31.4%  |
| 1940   | 3,066,654  |      | 16.5%  |
| 1950   | 4,654,248  |      | 51.8%  |
| 1960   | 6,318,482  |      | 35.8%  |
| 1970   | 7,849,575  |      | 24.2%  |
| 1980   | 9,359,160  |      | 19.2%  |
| 1990   | 11,490,926 |      | 22.8%  |
| 2000   | 13,234,136 |      | 15.2%  |
| 2010   | 14,573,946 |      | 10.1%  |

北加州48個縣的總人口自成立至今都不斷穩定持續地上升。除了淘金时代外，北加州的人口增加率最多的一個年代就是1940年代（增加了51%）。當年正值二戰結束，因這一帶的新興工業提供很多就業機會，因此很多退伍军人和其家人便遷入加州居住。所以，這一年的人口急升。而人口數增加最多的一年則是1980年代（增加了逾2100萬人）。當時，因冷戰導致國防工業和科技工業興起，吸引大量人口遷入硅谷，因此其人口大量地增加。根據2010年美國人口普查指出，北加州的人口增長比南加州的快。
據美國2050項目估計，北加州於2025年的人口為16,350,872人，比起2010年人口上升了11%。而北加州於2050年的人口則為21,159,995人，比起2010年人口上升了31%。